# Casey at the Bat (film, 1946)
Pour les articles homonymes, voir Casey at the Bat.
Pour plus de détails, voir Fiche technique et Distribution.
Casey at the Bat est un court métrage d'animation américain réalisé Jack Kinney et produit par Walt Disney Productions, sorti initialement le 20 avril 1946, comme une séquence du film La Boîte à musique, puis seul le 16 juillet 1954,. L'histoire est basée sur le poème Casey au bâton d'Ernest Lawrence Thayer.

## Synopsis
Jerry Colonna raconte la triste histoire de Mighty Casey, un joueur de baseball, qui en 1902, perdant son savoir-faire, ne peut plus toucher une balle.

## Fiche technique
- Titre original : Casey at the Bat
- Autres titres[3] :
  -  Suède : Bäste man på plan
- Réalisateur : Jack Kinney
- Scénario : Homer Brightman, Eric Gurney
- Musique originale : Ken Darby
- Animateur : Hugh Fraser, Eric Larson, Cliff Nordberg, John Sibley
- Layout : Hugh Hennesy
- Background : Merle Cox, Ralph Hulett
- Effets visuels: George Rowley
- Producteur : Walt Disney
- Production :  Walt Disney Productions
- Distributeur : Buena Vista Pictures
- Pays de production :  États-Unis
- Langue : (en)
- Format : Couleur (Technicolor) - Son : Mono
- Durée : 9 min
- Dates de sortie :
  - Dans La Boîte à musique : 20 avril 1946
  - Seul : 16 juillet 1954

## Voix originales
- Jerry Colonna : le narrateur

## Voix françaises
- Jean-Claude Donda : le narrateur

## Commentaires
L'histoire de Casey at the Bat est basée sur le poème Casey au bâton d'Ernest Lawrence Thayer, narré par le chanteur Jerry Colonna. L'histoire se situe en 1902 et concerne la petite équipe de baseball des Mudville Nine confrontée à leur manque de talent. Le seul espoir pour vaincre l'équipe adverse repose sur Casey, un homme physiquement sportif gardant toujours un œil sur la balle et l'autre sur les femmes du public.
Graphiquement et psychologiquement parlant, le personnage est très proche de Casey Jones, héros du court métrage The Brave Engineer. Casey at the bat est, selon Maltin, dans la même veine que les courts métrages Disney classique d'alors, avec un rythme comique rapide, des directions simples, que l'on pourrait rapprocher de l'animation limitée.
L'histoire possède une suite, Casey Bats Again (1954), retrouvant Casey en coach d'une équipe formée de ses neuf filles.
Ce court-métrage a été diffusé à la télévision 
- le 18 septembre 1957 dans l'émission Walt Disney presents sur ABC[7]
- le 6 janvier 1963 dans l'émission Walt Disney's Wonderful World of Color sur NBC[8].

## Voir  aussi

### Liens  externes
- « Casey at the Bat » (présentation de l'œuvre), sur l'Internet Movie Database